# Вавалучиле (Бузау)
Вавалучиле (рум. Văvălucile) насеље је у Румунији у округу Бузау у општини Бозиору. Oпштина се налази на надморској висини од 534 m.

## Становништво
Према подацима из 2002. године у насељу је живело 60 становника, од којих су сви румунске националности.